# 奢安之亂
奢安之亂，彝族稱為阿哲起兵，在贵州又称安酋之乱，是指明朝天啟元年（1621年）到崇祯三年（1630年）間彝族抗明的起事。由彝族土司奢崇明、安邦彦在四川永宁及贵州水西一帶起事，波及黔川全省，最終由朱燮元平定。

## 經過
天启元年（1621年）九月，明廷因與后金戰爭吃紧，命令水西、永宁二土司征兵赴辽东作战。永宁宣抚司奢崇明调集兵马2万至重庆，但明廷拒不发放军饷军粮，並扣除饷银。四川巡抚徐可求又指责奢崇明所调之兵大都老弱病残，毫无战斗力，要求遣回永宁重新征调。九月十七日，奢崇明遂举兵反叛明朝，率領麾下永宁军攻占重庆，杀徐可求，李繼周、駱日升及其它官员相繼被害，總兵黃守魁、王守忠殉職，后叛军又分兵攻占合江、纳溪，遵义等重镇，建国号“大梁”，设丞相、五府等官。
之后，奢崇明、奢寅率军数万分道向成都进发，先后攻陷富顺、内江、资阳、简州（今四川简阳）、新都、龙泉（今四川成都东南附近）。十月十八日，叛军包围成都。时成都守兵只有2000人，四川布政使朱燮元急调石柱宣慰司（治所在今重庆石柱）、龙安府（治所在今四川平武）等地明军入援，同巡按御史薛溥政等分门固守。明廷升朱燮元为四川巡抚，调派杨愈茂为四川总兵官，入川平叛。石柱宣慰使秦良玉遣弟民屏，侄翼明等率士卒4000人进驻南坪关（今四川南川西南），扼住叛军归路，又分兵守忠州（今重庆忠县）。秦良玉自统精兵6000沿江西上。贵州巡抚李标派总兵张彦芳、都司许成名、黄运清等援救四川。从十月至十二月，大小百余战，明军消灭叛军1万余，先后收复遵义、绥阳、湄潭、桐梓、乌江（今均属贵州）等地。此时水西土司安尧臣死，其子安位年幼，由安位寡母奢社辉（奢崇明之妹）摄政。安位的族叔安邦彦得知奢崇明起事，便占据了水西，举兵响应，之后发兵占领了毕节、安顺、沾益等地。一时间西南地区土司纷纷响应。水东土司宋万化亦起事自称「罗甸王」，占据龙里。天启二年（1622年）正月二十九日，朱燮元以叛军将领罗乾象为内应，又遣部将设伏诈降，诱崇明至城下，再败叛军，成都解围。明军乘胜追击，先后收复资阳、内江、简州、泸州等40余州县，奢崇明父子退往永宁。二月，安宋两氏为主的10万叛军围攻贵阳，巡撫李橒堅守，围城逾十月，城中军民男女數萬，饿死几尽，40万人最后仅存2万余人。三月，降将罗乾象率明军收复江安，四月，秦良玉、谭大孝等率明军击败1万余叛军于牛头镇，遂克新都，叛军退守重庆。五月二十三日，明军进逼重庆，秦良玉与秦民屏夺取二郎关，总兵杜文焕破佛图关。川东兵备副使徐如珂亦击退奢寅所遣周鼎援军数万，歼敌1万余。二十八日，明军收复重庆，杀死樊龙和张彤。此后，双方屡战于建武、长宁、珙县、宜宾、遵义一带，互有胜负。天启三年（1623年）春，贵州巡抚王三善率明军解贵阳之围，安邦彦率部撤回水西，与奢崇明的永宁军合流，兩軍借助川黔边界地形，屡屡取胜，並使明军王三善与與有西南第一武将之称的总兵鲁钦双双战死。之后朱燮元吸取了“我以分，贼以合”因而未能彻底平叛的教训，决定集中兵力，直捣永宁。明军设疑兵于纳溪，佯为进攻，而暗中集中主力于长宁，进兵永宁，明军与石柱土兵连战皆捷。四月，明军攻克永宁。五月，明军攻克蔺州(今四川古蔺)。崇明父子率余部败退水西龙场（位于四川叙永东南，今属贵州），联合安邦彦，分兵再犯永宁、遵义，被四川明军击退。四川总兵官李维新、监军副使李仙品、佥事监军刘可训等，统率各将，分5路进兵龙场，擒获奢崇明妻安氏、弟奢崇辉及叛军大学士、经略、丞相、总督等文官武将多人，斩首1000余人（一说1万余人），奢崇明父子俱受伤而逃，明廷令废永宁宣抚司，设道府治理其地。至此，明军共击毙叛军2.79万余人，俘获1.26万余人，招降头目134名。明军阵亡2688人，伤者194人。其后，崇明父子长期客居水西，依附于安邦彦。
天启六年（1626年），奢寅被部下杀死。崇祯元年（1628年），明廷启用在成都保卫战中立下首功的朱燮元，总督贵、湖、云、川、广五省军务。朱燮元令云南明军下乌撤，遏乌撤安效良援奢安之兵。四川明军出永宁、毕节，扼其交通四裔之路。朱燮元亲率明军主力驻陆广，逼大方。崇祯二年（1629年）四月，明军将领许成名收复赤水卫。八月，奢崇明号「大梁王」，安邦彦号「四裔大长老」，合兵10余万进攻赤水和永宁。朱燮元侦知，令守将佯败，诱敌深入。估计叛军已抵达永宁后，明军分林兆鼎从三岔入，王国桢从陆广入，刘养鲲从遵义入。安邦彦欲先破永宁，再回师迎击林兆鼎等军。四川总兵侯良柱、兵备副使刘可训由水宁出击安邦彦失利，退入城中，安邦彦占据五峰山桃红坝。侯良柱、刘可训出击桃红坝，大败叛军，斩杀1万余人，安邦彦奔据山巅，据险固守。侯良柱，许成名等出敌不意，乘雾进捣其寨，安邦彦仓皇接战，败逃鹅项岭，又被侯良柱追败，死数万人。其后明军李仕奇部奉朱燮元令，伏击叛军于簸箩所红土川，明军趁机将其包围，大破叛军，奢崇明、安邦彦被杀，叛军头目被明军击毙143人。此时，叛军只剩安位依然盘踞水西。朱燮元认为叛军已基本剿灭，不愿再用兵，但安位年幼被人挟持，叛军依然负险顽扰。崇祯三年（1630年），朱燮元因水西山深林密，深入难出，乃扼其要害，四面迭攻，使其乏粮坐困。于是明军封锁水西周围100余里，或斩樵牧，或焚积聚，100余天后，安位感到难以支撑，乞降，至此奢安之乱终于平定。
崇祯十年（1637年），安位死，朱燮元建议“分水西之壤，授诸渠长及有功汉人，咸俾世守”，至此，“西南遂底定焉”。

## 影響
平息奢安之乱的的军费开支对于已疲于应付北方战事及各地农民起义的明廷来说无疑是雪上加霜。仅天启六年一年，明廷不得不将辽东战事的支出由770万两减少到680万两，而平定西南奢安之乱的军费支出则由400万两增加到500万两。此外，由于滇南阿迷州彝族土司普名声在从征奢安之乱后实力大增，因此又为崇祯四年（1631年）爆发的沙定洲之亂埋下了伏笔。